# Pezizales
De Pezizales vormen een orde van de klasse der Pezizomycetes. Het is de enige orde die behoort tot de subklasse Pezizomycetidae. Tot deze orde behoren onder andere de truffel (Tuber) en de morielje (Morchella).

## Taxonomie
- Orde: Pezizales
  - Familie: Ascobolaceae
  - Familie: Ascodesmidaceae
  - Familie: Carbomycetaceae
  - Familie: Discinaceae
  - Familie: Glaziellaceae
  - Familie: Helvellaceae
  - Familie: Humariaceae
  - Familie: Karstenellaceae
  - Familie: Morchellaceae
    - Geslacht: Morchella (Morielje)

  - Familie: Otideaceae
  - Familie: Pezizaceae
  - Familie: Pyrenemataceae
  - Familie: Rhizinaceae
  - Familie: Sarcoscyphaceae
  - Familie: Sarcosomataceae
  - Familie: Terfeziaceae
  - Familie: Tuberaceae
    - Geslacht: Tuber (Truffel)